# Stereo Vale FM
Stereo Vale FM é uma emissora de rádio brasileira de São José dos Campos, São Paulo. A emissora pertence ao Grupo Bandeirantes de Comunicação e opera em FM na frequência 103.9 MHz, atua no segmento Jovem/Pop tocando músicas dos gêneros pop, black music, música eletrônica e rock.

## História

### Stereo Vale FM (1977-2015)
A emissora foi fundada em 27 de Julho de 1977, data em que São José dos Campos completava 210 anos. A Stereo Vale é a primeira emissora de radiodifusão do Vale do Paraíba a transmitir em FM e primeira rádio com som stereo na região. Eis a origem de seu slogan "A primeira FM". A Stereo Vale também é a primeira FM na região do Vale do Paraíba a ter locuções ao vivo, o que não era comum no início dos anos 80. Nessa época, na maioria das FMs brasileiras, tudo o que ia ao ar era previamente gravado. Mas a aceitação da novidade pelos ouvintes foi grande, o que fez a audiência crescer, tanto que este formato é o mesmo que podemos ouvir hoje em quase todas as FMs brasileiras. Todos os lançamentos que a emissora fazia nos anos 80 e início dos anos 90 eram baseados em discos importados dos Estados Unidos e da Europa. Nesta época todo o material que ia ao ar era passado dos discos de vinil ou das fitas de rolo para os cartuchos, que eram equipamentos feitos especificamente para rádios. Em abril de 2008 foi incorporada ao Grupo Bandeirantes do Vale do Paraíba.
No dia 20 de outubro de 2014, o Grupo Bandeirantes realizou uma mudança de posicionamento na Stereo Vale passando a atuar no gênero Popular/Hits, encerrando um ciclo no segmento Jovem/Pop e também alterando a plástica e sua linguagem artística passando a executar “hits” de diferentes gêneros musicais como sertanejo, pagode, pop, música romântica entre outros no objetivo de disputar espaços em São José dos Campos por um público mais amplo, passando também a ter outras emissoras como concorrentes diretas fazendo a chamada dobradinha popular, uma vez que na cidade tem a Nativa FM São José dos Campos do mesmo grupo (popular voltada ao sertanejo e a música romântica que lidera a audiência em São José). Esta estratégia da Band Vale é semelhante a adotada em Campinas (onde tem a Nativa e a Band FM) e na capital paulista (onde Band e Nativa lideram a audiência).

### Band FM São José dos Campos (2015-2020)
Em setembro de 2015, o Grupo Bandeirantes anunciou que a Stereo Vale seria substituída por uma filial local da rede Band FM. A mudança ocorreu em 14 de outubro de 2015, às 17 horas no horário de Brasília. A programação da Stereo Vale foi encerrada no dia anterior, fazendo com que a rádio tocasse músicas e chamadas anunciando a mudança na frequência. Em 2020, na virada do dia 19 de junho para o dia 20, a emissora deixou a Band FM e começou a exibir uma programação provisória de formato Jovem/Pop com o nome 103.9 FM.

### O retorno da Stereo Vale (2020)
Após quase 5 anos sendo uma filial da Band FM, em 29 de junho de 2020 foi confirmada a volta da Stereo Vale em 103.9 MHz. A re-estreia foi no dia 1 de julho e a emissora voltou a atuar no segmento Jovem/Pop, este que marcou boa parte de sua história pelo dial de São José dos Campos. O projeto desse retorno foi idealizado pelo então diretor artístico Gilson Morais. A emissora conta com os locutores Gustavo Bruni, Lino Pedrosa e Junior Bianchini. A frequência estava desde o dia 20 de junho transmitindo uma programação provisória sem nome fantasia em expectativa para o retorno da Stereo Vale FM.